# Marinemedaille
De Marinemedaille werd op 18 januari 1985 ingesteld om operationele (parate) dienst in binnen- en buitenland te belonen.
Voormalig dienstplichtigen zijn uitgesloten van toekenning die pas na het vervullen van een aantal zeer strenge en precieze criteria kan geschieden. De medaille kan alleen aan die militair in de zin van "militair in werkelijke dienst" waren worden uitgereikt. De medaille werd bij ministerieel besluit ingesteld en wordt door de minister van Defensie verleend. Het diploma wordt door een ambtenaar, de directeur personeel van de Koninklijke Marine, getekend. Het betreft dus geen koninklijke onderscheiding.
Het instellingsbesluit noemt:
- Een periode van ten minste 36 maanden, opgebouwd uit perioden van minimaal 30 aaneengesloten dagen, dienst heeft verricht aan boord van een varend schip, bij een vliegtuigsquadron van de Koninklijke Marine, bij een operationele eenheid van het Korps Mariniers, en bovendien
- Een periode van ten minste 6 maanden heeft gediend aan boord van een schip ingedeeld bij de Standing Naval Force Atlantic (STANAVFORLANT), bij de Standing Naval Force Channel (STANAVFORCHAN), bij de Standing Naval Force Mediterranean (STANAVFORMED) of bij Matchmaker, of
- Een periode van ten minste 6 maanden dienst heeft verricht bij een eenheid der zeemacht in de Nederlandse Antillen, het voormalig Nederlands Nieuw-Guinea of het voormalig Koninkrijksdeel Suriname dan wel ten minste 6 maanden dienst heeft verricht bij een buitenlandse operationele marine-eenheid dan wel dienst heeft verricht bij een onderdeel van de Koninklijke Landmacht of van de Koninklijke Luchtmacht, dat in een van de hiervoor genoemde gebieden was ingezet.

Behalve in de gevallen, genoemd in het eerste lid, wordt de marinemedaille toegekend aan de militair die ten minste 72 maanden, opgebouwd uit perioden van minimaal 30 aaneengesloten dagen, dienst heeft verricht aan boord van een varend schip, bij een vliegtuigsquadron van de Koninklijke marine of bij een operationele eenheid van het Korps Mariniers.
Met operationele dienst als bedoeld in het eerste lid, onder a, of het tweede lid, wordt gelijkgesteld:
- Een periode van operationele dienst die door de militair der zeemacht is verricht bij een operationele eenheid van de Koninklijke Landmacht, de Koninklijke Luchtmacht of de Koninklijke Marechaussee, voor zover die dienst naar het oordeel van de bevelhebber der zeestrijdkrachten vergelijkbaar is met deze operationele dienst.

Diensttijd op grond waarvan reeds een vergelijkbare onderscheiding is toegekend, wordt buiten beschouwing gelaten.
Diensttijd verricht in een Koninkrijksdeel of voormalig Koninkrijksdeel voor zover op grond van die diensttijd reeds een onderscheiding is toegekend, wordt buiten beschouwing gelaten. Dat is conform het Nederlandse decoratiebeleid dat inhoudt dat men voor één feit slechts eenmaal wordt onderscheiden.

## De praktijk van de toekenningen
De richtlijnen leiden tot problemen en onvrede wanneer een militair voor diverse krijgsmachtonderdelen heeft gewerkt. Men kan dan de perioden niet bij elkaar optellen en komt niet aan de strenge criteria van het Besluit. in de toelichting van de Minister van Defensie wordt hierover opgemerkt dat de Landmachtmedaille ook kan worden toegekend aan militairen van de Koninklijke Marine, van de Koninklijke Luchtmacht en van de Koninklijke Marechaussee die voldoen aan de voorwaarden, genoemd in artikel 3, eerste lid. De Minister merkt daarbij op dat "dit in de praktijk slechts zelden zal voorkomen". Daarnaast is het, zo stelt de Minister van Defensie " mogelijk dat aan militairen van de Koninklijke Landmacht de Marinemedaille wordt toegekend. In verband hiermee is in artikel 4 onder a vastgelegd dat bij de berekening van de tijdsduur, nodig voor het verkrijgen van de Landmachtmedaille, diensttijd op grond waarvan een met de Landmachtmedaille vergelijkbare onderscheiding is toegekend, buiten beschouwing wordt gelaten. Met deze bepaling wordt beoogt "dubbel decoreren" voor dezelfde operationele diensttijd tegen te gaan. De zinsnede "een met de Landmachtmedaille vergelijkbare onderscheiding" ziet in de eerste plaats op de Marinemedaille. Daarnaast is niet uit te sluiten dat in de toekomst ook ten aanzien van de Koninklijke Luchtmacht en ten aanzien van de Koninklijke Marechaussee met de Landmachtmedaille vergelijkbare operationele onderscheidingen worden ingesteld".
Het Korps Mariniers en de Marineluchtvaartdienst zijn geen zelfstandige krijgsmachtonderdelen. Het Vernieuwd instellingsbesluit marinemedaille spreekt van dienst op een varend schip waaronder elk schip in operationele dienst van een varende krijgsmacht, dus niet noodzakelijkerwijs een marineschip onder Nederlandse vlag, of kustwacht, uitgezonderd een duikvaartuig, logements- of wachtschip wordt verstaan.Er is sprake van een vliegtuigsquadron waarmee elke operationeel squadron, met inbegrip van een opleidingssquadron wordt verstaan. Over operationele eenheden van het korps mariniers staat in het Besluit dat "alle onderdelen van de groep operationele eenheden mariniers (GOEM)"en een "eenheid van het korps mariniers die op grond van haar operationele aard met een operationele eenheid als bedoeld onder 1° vergelijkbaar is of was" meetelt voor het toekennen van de Marinemedaille.

## De medaille
De ronde bronzen medaille heeft een diameter van 35 millimeter en wordt aan een lint op de linkerborst gedragen. De voorzijde van de medaille vertoont het Westelijk halfrond met in het midden het gekroonde embleem van de Koninklijke Marine oprijzend uit de Atlantische Oceaan. Op de keerzijde staat het Rijkswapen.
Het lint is 27 millimeter breed en in de kleur Nassausch blauw, met in het midden een lichtblauwe baan van 4 millimeter breed, aan het linker boord een groene baan van 4 millimeter breed en aan het rechter boord een gele baan van 4 millimeter breed.
In het verleden kregen militairen van de landmacht soms een marinemedaille, ook kan een matroos, wanneer deze een tijdlang onder commando van een landmachtofficier stond, de Landmachtmedaille of de Luchtmachtmedaille verwerven.
De Minister van Defensie hoopte met de medaille de militairen die in het buitenland worden gestationeerd te motiveren. De afwezigheid van familie en andere offers worden bij vredesoperaties enigszins goedgemaakt door de daarbij behorende medailles zoals de vroegere Herinneringsmedaille VN-Vredesoperaties, de vroegere Herinneringsmedaille Multinationale Vredesoperaties en de nieuwe Herinneringsmedaille Vredesoperaties.
Ook voor de drie krijgsmachtonderdelen zonder een vergelijkbare onderscheiding, de Koninklijke Landmacht, Koninklijke Luchtmacht en de Koninklijke Marechaussee, werden met de Landmachtmedaille, Luchtmachtmedaille en Marechausseemedaille vergelijkbare operationele onderscheidingen ingesteld. Dat dergelijke instellingen niet "uit te sluiten zouden zijn" werd al opgemerkt in het Oprichtingsbesluit van de Marinemedaille.
In de loop der jaren kregen alle krijgsmacht een met de Marinemedaille vergelijkbare medaille.